# Cereus pierre-braunianus

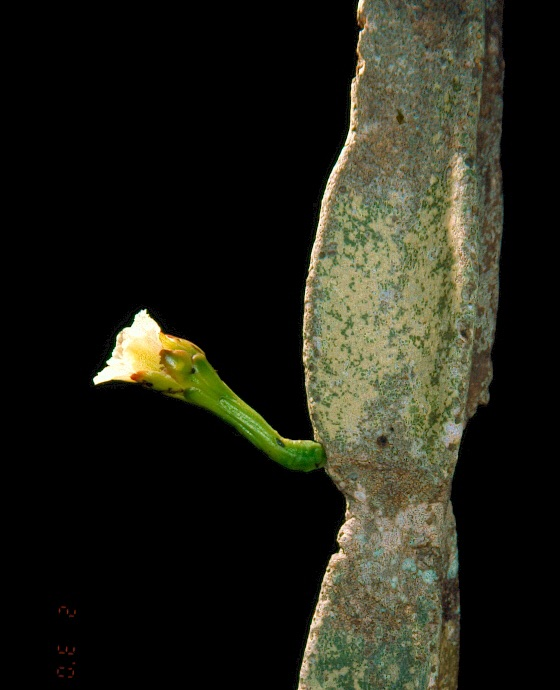
Cereus pierre-braunianus dornenlose Triebspitze mit Blüte

Cereus pierre-braunianus ist eine Pflanzenart in der Gattung Cereus aus der Familie der Kakteengewächse (Cactaceae). Das Artepitheton pierre-braunianus ehrt den Kakteenspezialisten Pierre Josef Braun.

## Beschreibung
Cereus pierre-braunianus wächst baumförmig, ist kandelaberförmig verzweigt und erreicht Wuchshöhen von bis zu 7 Meter. Es wird ein stark verholzter Stamm von bis zu 38 Zentimeter Durchmesser ausgebildet. Die geraden oder bogenförmig aufsteigenden, segmentierten, grünen bis gräulich grünen Triebe werden später hellgrau und fleckig. Die Segmente sind 40 bis 75 Zentimeter lang und weisen Durchmesser von bis zu 24 Zentimeter auf. Es sind vier bis sechs kantige Rippen vorhanden, die bis zu 7,2 Zentimeter hoch sind. Die darauf befindlichen Areolen sind etwas filzig. Die Dornen der vegetativen Triebteile sind grau bis dunkelgrau mit einer schwarzen Spitze. Die  sieben bis neun Mitteldornen erreichen hier eine Länge von bis zu 2,3 Zentimeter, die sieben bis zehn Randdornen von nur bis zu 1,3 Zentimeter. Im blühfähigen Triebteil fehlen die Dornen oder es sind ein bis drei vorhanden, die bis 6 Millimeter lang sind.
Die sich kaum öffnenden weißen Blüten sind 14 bis 15,5 Zentimeter lang und haben Durchmesser bis zu 7 Zentimeter. Ihr Perikarpell und die Blütenröhre sind grün. Die kugelförmigen, dickwandigen Früchte sind grün, manchmal auch bräunlich. Sie sind kahl und weisen Durchmesser von bis zu 9,3 Zentimeter auf. Das faserige, klebrige Fruchtfleisch ist grünlich weiß.

## Verbreitung, Systematik und Gefährdung
Cereus pierre-braunianus ist im brasilianischen Bundesstaat Goiás auf Kalksteinfelsen verbreitet.
Die Erstbeschreibung wurde 2003 von Eddie Esteves Pereira veröffentlicht.
In der Roten Liste gefährdeter Arten der IUCN wird die Art als „Vulnerable (VU)“, d. h. als gefährdet geführt.

## Nachweise